# Chamberlin Rampart
Der Chamberlin Rampart (englisch für Chamberlin-Schutzwall) umfasst eine Reihe vereister Felsenkliffs in der antarktischen Ross Dependency. In den Churchill Mountains ragen diese inmitten des Westhangs der Darley Hills auf. Die Kliffs erreichen eine Höhe von 1200 m und werden durch stark zerfurchtes Gletschereis voneinander getrennt.
Das Advisory Committee on Antarctic Names benannte die Formation im Jahr 2003 nach Wellman Chamberlin (1908–1976), Kartograf des National Geographic Magazine zwischen 1935 und 1970.